# Districtul Balatonfüred
Balatonfüred (în maghiară Balatonfüredi járás) este un district în județul Veszprém, Ungaria. Districtul are o suprafață de 357,75 km2 și o populație de 24.250 locuitori (2013).